# Sam Cade
Sam Cade (Cade's County) est une série télévisée américaine en 24 épisodes de 50 minutes, créée par Rick Husky et Anthony Wilson, et diffusée entre le 19 septembre 1971 et le 9 avril 1972 sur le réseau CBS.
En France, 13 épisodes ont été diffusés du 28 septembre 1972 au 10 février 1973 sur la première chaîne de l'ORTF puis six autres du 26 février 1977 au 2 avril 1977 sur TF1, les cinq restant sur la chaine Série Club dans les années 90. Et au Québec, à partir du 5 juin 1973 sur le réseau TVA.

## Synopsis
Cette série met en scène les enquêtes du shérif Sam Cade du comté fictif de Madrid County.

## Fiche technique
- Titre origina: Cade's County
- Titre français : Sam Cade
- Création : Rick Husky et Anthony Wilson
- Consultant créatif : Cliff Gould
- Thème musical : Henry Mancini
- Musique : Henry Mancini, Tom Scott, Duane Tatro et Robert Drasnin
- Supervision de la musique : Lionel Newman
- Photographie : Robert Hoffman
- Montage : Roland Gross, Bill Lewis et Joseph Silver
- Direction artistique : Jack Senter et Jack Martin Smith
- Effets spéciaux : Greg C. Jensen
- Producteurs : Rick Husky et Charles Larson
- Producteur exécutif : David Gerber
- Producteur associé : Robert Mintz
- Compagnies de production : 20th Century Fox Television - David Gerber Productions
- Compagnie de distribution : Americana Entertainment
- Pays d'origine :  États-Unis
- Langue : Anglais
- Son : Mono (RCA Sound Recording)
- Image : Couleurs
- Ratio écran : 1.33:1
- Laboratoire : DeLuxe
- Format négatif : 35 mm
- Durée : 24 × 60 minutes
- Genre : Policier

## Distribution
- Glenn Ford (VF : Roland Ménard) : Le shérif Sam Cade
- Edgar Buchanan : J.J. Jackson
- Taylor Lacher : Arlo Pritchard
- Victor Campos : Rudy Davillo

## Épisodes
1. Le Retour (Homecoming)
2. La Conspiration du silence (Company Town)
3. Les coffres-forts (Safe Deposit)
4. Chassé-croisé (Crisscross)
5. L'Exécution (Violent Echo)
6. Le Solitaire (Gray Wolf)
7. Contrat avec le diable (The Armageddon Contract)
8. Voleurs de chevaux (The Mustangers)
9. Un policier disparaît (Delegate at Large)
10. Incarnation d'un tueur (A Gun for Billy)
11. Requiem pour Miss Madrid (Requiem for Miss Madrid)
12. L'Étranger (The Alien Land)
13. Piège (Shakedown)
14. Une mort sans importance (One Small Acceptable Death)
15. Le Fils préféré (The Brothers)
16. Double meurtre (1re partie) (Slay Ride (part 1))
17. Double meurtre (2e partie) (Slay Ride (part 2))
18. L'Adieu au passé (Dead Past)
19. L'Infernal (Inferno)
20. L'Enlèvement (Ragged Edge)
21. Jessie (Jessie)
22. Le Faux tableau (The Fake)
23. La Cible (Blackout)
24. Le Témoin (The Witness)

## Commentaires
Le générique de la série montre le shérif Sam Cade « déambuler » dans les paysages du Nouveau-Mexique à bord d'une Jeep avec en fond sonore le thème musical créé par Henry Mancini.